# Virgen del Carmen de Puerto de la Cruz (Tenerife)
La imagen de Nuestra Señora la Virgen del Carmen es una representación de la Virgen María que se encuentra en la Iglesia Matriz de Nuestra Señora de la Peña de Francia, situada en el Puerto de la Cruz (Tenerife, Canarias, España).
Es una de las imágenes más veneradas de la isla de Tenerife y también de las Islas Canarias. A su embarcación y procesión acuden más de 100.000 personas llegadas de diferentes puntos del Archipiélago Canario. Lo que la convierte en la embarcación a esta advocación mariana más multitudinaria de Canarias.

## Historia
La antigua imagen del Carmen fue retirada del culto y sustituida por la bella talla del escultor portuense Ángel Acosta Martín, que la donó a su ciudad natal el 19 de mayo de 1954. En esta histórica fecha, la Excelsa Patrona fue bendecida y llevada en procesión hasta el muelle pesquero y será recordada por todos los portuenses como la más emocionante demostración de un gesto de generosidad y patriotismo de su autor, Ángel Acosta, que la ciudad tendrá siempre entre sus recuerdos. 
Debido a que Ángel Acosta residía por aquellas fechas en la localidad de Tortosa en Tarragona, la imagen de la Virgen del Carmen fue realizada en aquella localidad y llegada a Tenerife en barco desde Barcelona.
Desde julio de 2011, la imagen de la Virgen del Carmen es Alcaldesa Honoraria y Perpetua de la ciudad y municipio del Puerto de la Cruz, por eso durante sus fiestas luce el Bastón de Mando de la ciudad. Este honor lo comparte con la imagen del Gran Poder de Dios, quién también se venera en la Iglesia de la Peña de Francia.
En 2012, la Hermandad de Nuestra Señora del Carmen del Puerto de la Cruz se hermanó con la Virgen del Carmen de La Isleta (Las Palmas de Gran Canaria).
El 28 de junio de 2025 le fue otorgado a la Virgen el fajín del Mando Naval de Canarias de manos del Excmo. Sr. D. Santiago de Colsa Trueba, almirante comandante del Mando Naval de Canarias. Con este hecho, se refuerza los lazos entre la Armada Española y esta tradición religiosa.

## Descripción
La Virgen es tallada al completo y tiene al Niño Jesús en su mano izquierda y un escapulario en la derecha. Tanto la Virgen como el Niño lucen coronas de plata. La imagen tiene la típica vestimenta de esta advocación mariana, es decir, la túnica marrón y el manto y velo blanco. A los pies lleva una media luna de plata.

## Fiestas
Las Fiestas del Gran Poder de Dios y la Virgen del Carmen se celebran prácticamente durante todo el mes de julio. La procesión de la Virgen del Carmen y de San Telmo tiene lugar el martes previo al 16 de julio (día de la Virgen del Carmen). A las 8 de la mañana de este día con la misa a la Virgen del Carmen, en la ermita del muelle con una afluencia de portuenses y turistas de varios países, a primera hora. Luego se reparten dulces con chocolate para empezar con las fiestas. Para la mayoría de los pescadores éste es un día muy esperado, en el que les cantan a la Virgen el "Salve Reina de los Mares".
Durante la procesión por la tarde, las imágenes son llevadas por los pescadores, que le lanzan todo tipo de alabanzas y piropos. Después son embarcadas en el muelle pesquero y paseadas por toda la costa del municipio. Al finalizar la embarcación la Virgen sale en procesión por las calles portuenses y para finalizar hay una exhibición de fuegos artificiales y regresar a su iglesia hasta el siguiente año.